# Igreja de Satã
A Igreja de Satã ou Igreja de Satanás (Inglês: Church of Satan) é uma organização religiosa dedicada ao satanismo conforme codificado pela Bíblia Satânica. Foi fundada na Casa Negra em São Francisco, na Califórnia, em Walpurgisnacht, em 30 de abril de 1966, pelo músico, organista e ex-artista circense Anton Szandor LaVey, que fora Sumo Sacerdote da religião até à sua morte em 1997. Em 2001, o músico Peter H. Gilmore foi nomeado para a posição de Sumo Sacerdote, e a sede da Igreja foi transferida para Hell's Kitchen, Nova York.
A Igreja de Satanás não acredita na noção de Diabo segundo as definições das religiões abraâmicas. Peter H. Gilmore descreve os satanistas como "ateus céticos", abraçando a raiz hebraica da palavra "Satanás" como "adversário, opositores, acusadores". A Igreja interpreta Satanás como um arquétipo positivo que representa o orgulho, o individualismo, a iluminação e como um símbolo de desafio contra as crenças abraâmicas que LaVey criticou pelo que viu como a supressão dos instintos naturais da humanidade. Ou seja, o satanista seria um individualista que se opõe ao status que o aponta a hipocrisia dos que negam os instintos carnais. 
A Igreja de Satanás descreve sua estrutura como a de um corrilho (cabal), que é "um sistema de células subterrâneas de indivíduos que compartilham a base de nossa filosofia". A filiação da Igreja de Satanás se dá em dois níveis: filiado registrado e filiado ativo. Satanistas registrados são aqueles que optam por se filiar em um nível formal, preenchendo as informações necessárias e pagando uma taxa única de registro. Já a filiação ativa está disponível para aqueles que desejam ter um papel mais ativo na organização e a sujeitar-se a um processo de seleção mais abrangente. Por questões de auto-preservação, a Igreja não divulga o total oficial de filiados. 
A Igreja de Satanás também oferece serviços de bodas, velórios e batismais aos filiados, que são realizadas formalmente por um sacerdote ou sacerdotisa oficial da Igreja.
A Igreja mantém uma abordagem purista do satanismo conforme definido por LaVey, logo rejeita a legitimidade de qualquer outra organização que se afirme satanista. Os estudiosos concordam que não há nenhum caso documentado de forma confiável de continuidade satânica antes da fundação da Igreja de Satanás. Foi a primeira igreja organizada nos tempos modernos a se devotar abertamente à figura de Satanás, e de acordo com Faxneld e Petersen, a Igreja representou "a primeira organização pública, plenamente visível e duradoura a propôr um discurso satânico coerente". 

## Crenças
Artigo principal: Satanismo LaVey
A Igreja de Satanás não defende a crença no Diabo como uma entidade que literalmente existe, e LaVey não encorajou a adoração de Satanás como uma divindade. O Sumo Sacerdote Peter H. Gilmore declarou: "Pessoalmente, eu sou da opinião de que qualquer pessoa que acredita em entidades sobrenaturais é, em algum nível, insana. Quer acreditem num Diabo ou num Deus, estão abdicando da razão". Gilmore define a palavra "Satanás" como "um modelo ou modo de comportamento", observando que em hebraico a palavra significa "adversário" ou "opositor", que pode ser considerado como "questionador". Gilmore descreve o satanismo como uma atitude que começa com ateísmo, assumindo a visão de que o universo é indiferente: "Não há Deus, não há demônio. Ninguém se importa conosco!". LaVey procurou cimentar seu sistema de crenças dentro da visão de mundo secularista que derivou da ciência natural, proporcionando-lhe uma base anti-teísta para criticar o cristianismo e outras crenças sobrenaturalistas. Ele legitimou sua religião destacando o que ele afirmava ser sua natureza racional, contrastando isso com o que ele via como a irracionalidade sobrenaturalista das religiões estabelecidas. 
Os filiados da Igreja também são adeptos de um sistema de magia que LaVey definiu como magia maior e magia menor (greater magic e lesser magic, respectivamente). A magia maior é uma forma de prática ritualística e tem como objetivo uma catarse psicodramática para concentrar a energia emocional de alguém num propósito específico; magia menor é a prática de manipulação por meio de psicologia aplicada e glamour (astúcia) para submeter um indivíduo ou situação à sua vontade. Embora muitas das idéias de LaVey sejam moldadas em torno de uma visão de mundo secular e científica, muitas expressam a crença de que existem várias forças mágicas e desconhecidas; ao invés de caracterizá-los como sobrenaturais, LaVey as caracterizava como supranormais, isto é, acreditava que elas eram parte do mundo natural, mas até agora não descobertos pela ciência. Ele acreditava que o uso bem-sucedido da magia envolvia o mago manipulando essas forças naturais usando a própria força de vontade,  uma característica da religião satânica que foi comparada com a Ciência Cristã e a cientologia. Segundo a Bíblia Satânica, LaVey definiu a magia como "a mudança em situações ou eventos de acordo com a vontade de alguém, que, usando métodos normalmente aceitos, não ocorreria." 
O termo "satanismo teísta" foi descrito como um "oximoro" pela Igreja e seu atual Sumo Sacerdote, Peter Gilmore. A Igreja de Satanás rejeita a legitimidade de quaisquer outras organizações que afirmam ser satanistas, ateístas ou não,  apelidando-as de cristãos reversos, pseudo-satanistas ou adoradores do diabo. Uma das Suma Sacerdotisas da Igreja, Blanche Barton, descreveu o satanismo como "um alinhamento, um estilo de vida". LaVey e a Igreja adotaram a visão de que "satanistas nascem, não são feitos";  que são estranhos por natureza, vivendo como entendem, que se auto-realizam em uma religião que apela à natureza do satanista inato, levando-os a perceber que são satanistas ao encontrar um sistema de crenças que está de acordo com sua própria perspectiva e estilo de vida.  Os adeptos da filosofia têm descrito o satanismo como uma religião não espiritual da carne , ou "... a primeira religião carnal do mundo".  As "convicções centrais" da Igreja são formuladas nas Nove Declarações Satânicas, Onze Regras Satânicas da Terra, Nove Pecados Satânicos e Revisionismo Pentagonal, que são regularmente reproduzidas no material escrito da Igreja de Satanás.